# Dean Brody
 (mars 2023).
Si vous disposez d'ouvrages ou d'articles de référence ou si vous connaissez des sites web de qualité traitant du thème abordé ici, merci de compléter l'article en donnant les références utiles à sa vérifiabilité et en les liant à la section « Notes et références ».
 (mars 2023).
Le contenu est difficilement compréhensible vu les erreurs de traduction, qui sont peut-être dues à l'utilisation d'un logiciel de traduction automatique.
Pour les articles homonymes, voir Brody.
Dean Brody, né le 12 août 1975 à Smithers (Colombie-Britannique), au Canada, est un musicien de country canadien.

## Biographie
Dean Brody est né à Smithers au Canada dans la province de la Colombie-Britannique et a grandi à Jaffray (en). Dans sa jeunesse, il a travaillé dans une scierie et jouait de la guitare sur son temps libre.
En 2004, il déménage à Nashville dans le Tennessee pour poursuivre sa carrière musicale. Malgré le fait qu'il ait trouvé un contrat avec un producteur, l'expiration de son visa de travail aux États-Unis le force à repartir au Canada. Finalement, il retourne à Nashville grâce au producteur Keith Stegall (en) qui l'aide à signer avec le label Broken Bow Records (en) en 2008.
Brody publie son premier single intitulé "Brothers" la même année. Peu avant sa publication, Brody s'est blessé dans un accident de ski nautique sur le fleuve Potomac et a dû subir une opération chirurgicale.
De 2010 à 2017, il vécut à Windsor et à Chester en Nouvelle-Écosse, au Canada.
En 2020, il lance sa propre marque de bière, "Hucklejack Canadian Lager". Depuis le début des années 2010, Brody a lancé la "Dean Brody Fundation" qui supporte les initiatives globales.

## Discographie
- Dean Brody (en)  (2009)
- Trail in Life (en)  (2010)
- Dirt (en)  (2012)
- Crop Circles (en)  (2013)
- Gypsy Road (en)  (2015)
- Beautiful Freakshow (en)  (2016)
- Black Sheep (en)  (2019)
- Boys (en)  (2020)

## Récompenses et distinctions
| Année | Association                        | Catégorie                                                              | Résultat   |
| ----- | ---------------------------------- | ---------------------------------------------------------------------- | ---------- |
| 2009  | Canadian Country Music Association | Single of the Year – "Brothers"                                        | Lauréat    |
| 2009  | Canadian Country Music Association | Songwriter of the Year – "Brothers"                                    | Nomination |
| 2009  | Canadian Country Music Association | CMT Video of the Year – "Brothers"                                     | Nomination |
| 2009  | Canadian Country Music Association | Rising Star                                                            | Nomination |
| 2010  | Canadian Country Music Association | Male Artist of the Year                                                | Nomination |
| 2010  | Canadian Country Music Association | Album of the Year – Dean Brody                                         | Nomination |
| 2010  | Canadian Country Music Association | Single of the Year – "Dirt Road Scholar"                               | Nomination |
| 2010  | Canadian Country Music Association | Songwriter of the Year – "Dirt Road Scholar"                           | Nomination |
| 2010  | Canadian Country Music Association | CMT Video of the Year – "Wildflower"                                   | Nomination |
| 2011  | Juno Awards of 2011                | Country Album of the Year – Trail in Life                              | Nomination |
| 2011  | Canadian Country Music Association | Fans' Choice Award                                                     | Nomination |
| 2011  | Canadian Country Music Association | Male Artist of the Year                                                | Nomination |
| 2011  | Canadian Country Music Association | Album of the Year – Trail in Life                                      | Lauréat    |
| 2011  | Canadian Country Music Association | Single of the Year – "Trail in Life"                                   | Lauréat    |
| 2011  | Canadian Country Music Association | Songwriter of the Year – "Trail in Life"                               | Lauréat    |
| 2012  | Canadian Country Music Association | Fans' Choice Award                                                     | Nomination |
| 2012  | Canadian Country Music Association | Male Artist of the Year                                                | Lauréat    |
| 2012  | Canadian Country Music Association | Album of the Year – Dirt                                               | Lauréat    |
| 2012  | Canadian Country Music Association | Single of the Year – "Canadian Girls"                                  | Nomination |
| 2012  | Canadian Country Music Association | Songwriter of the Year – "Canadian Girls"                              | Nomination |
| 2012  | Canadian Country Music Association | CMT Video of the Year – "Canadian Girls"                               | Nomination |
| 2012  | Canadian Country Music Association | Interactive Artist of the Year                                         | Nomination |
| 2013  | Juno Awards of 2013                | Country Album of the Year – Dirt                                       | Nomination |
| 2013  | Canadian Country Music Association | Fans' Choice Award                                                     | Nomination |
| 2013  | Canadian Country Music Association | Male Artist of the Year                                                | Lauréat    |
| 2013  | Canadian Country Music Association | Single of the Year – "It's Friday"                                     | Nomination |
| 2013  | Canadian Country Music Association | Songwriter of the Year – "Bob Marley"                                  | Nomination |
| 2013  | Canadian Country Music Association | Songwriter of the Year – "It's Friday"                                 | Nomination |
| 2013  | Canadian Country Music Association | CMT Video of the Year – "I'm Movin' On"                                | Nomination |
| 2014  | Juno Awards of 2014                | Country Album of the Year – Crop Circles                               | Lauréat    |
| 2014  | Canadian Country Music Association | Fans' Choice Award                                                     | Nomination |
| 2014  | Canadian Country Music Association | Male Artist of the Year                                                | Nomination |
| 2014  | Canadian Country Music Association | Album of the Year – Crop Circles                                       | Lauréat    |
| 2014  | Canadian Country Music Association | Single of the Year – "Bounty"                                          | Nomination |
| 2014  | Canadian Country Music Association | Songwriter of the Year – "Bounty"                                      | Nomination |
| 2014  | Canadian Country Music Association | CMT Video of the Year – "Bounty"                                       | Nomination |
| 2015  | Canadian Country Music Association | Fans' Choice Award                                                     | Nomination |
| 2015  | Canadian Country Music Association | Male Artist of the Year                                                | Nomination |
| 2015  | Canadian Country Music Association | Album of the Year – Gypsy Road                                         | Nomination |
| 2015  | Canadian Country Music Association | Single of the Year – "Another Man's Gold"                              | Nomination |
| 2015  | Canadian Country Music Association | Songwriter of the Year – "Upside Down"                                 | Nomination |
| 2015  | Canadian Country Music Association | Video of the Year – "Upside Down"                                      | Lauréat    |
| 2016  | Juno Awards of 2016                | Juno Fan Choice Award                                                  | Nomination |
| 2016  | Juno Awards of 2016                | Country Album of the Year – Gypsy Road                                 | Lauréat    |
| 2017  | Canadian Country Music Association | Fan's Choice Award                                                     | Lauréat    |
| 2017  | Canadian Country Music Association | Songwriter of the Year - "Time"                                        | Lauréat    |
| 2019  | Canadian Country Music Association | Male Artist of the Year                                                | Nomination |
| 2019  | Canadian Country Music Association | Entertainer of the Year                                                | Nomination |
| 2019  | Canadian Country Music Association | Fans' Choice Award                                                     | Nomination |
| 2020  | Juno Awards of 2020                | Country Album of the Year – Black Sheep                                | Nomination |
| 2020  | Canadian Country Music Association | Album Of The Year – Black Sheep                                        | Nomination |
| 2020  | Canadian Country Music Association | Entertainer Of The Year                                                | Nomination |
| 2020  | Canadian Country Music Association | Fans’ Choice Award                                                     | Nomination |
| 2020  | Canadian Country Music Association | Male Artist Of The Year                                                | Nomination |
| 2020  | Canadian Country Music Association | Single Of The Year - "Whiskey In A Teacup"                             | Nomination |
| 2021  | 2021 Canadian Country Music Awards | Entertainer of the Year                                                | Nomination |
| 2021  | 2021 Canadian Country Music Awards | Fans’ Choice Award                                                     | Nomination |
| 2021  | 2021 Canadian Country Music Awards | Male Artist of the Year                                                | Nomination |
| 2021  | 2021 Canadian Country Music Awards | Single of the Year - "Can't Help Myself"                               | Nomination |
| 2022  | Juno Awards of 2022                | Country Album of the Year – Boys                                       | Nomination |
| 2022  | Canadian Country Music Association | Fans' Choice                                                           | Nomination |
| 2022  | Canadian Country Music Association | Single of the Year - "More Drinkin' Than Fishin'" (with Jade Eagleson) | Nomination |